# Rafael Garza Gutiérrez
Rafael Garza Gutiérrez (ur. 13 grudnia 1896 w Meksyku, zm. 3 lipca 1974 tamże) – meksykański piłkarz i trener, reprezentant kraju, grający na pozycji obrońcy.

## Kariera piłkarska
Garza Gutiérrez w latach 1916–1932 występował w zespole Club América. Wraz z zespołem czterokrotnie zdobył mistrzostwo Liga MX w sezonach 1924/25, 1925/26, 1926/27 i 1927/28.
Garza Gutiérrez w reprezentacji Meksyku zadebiutował 1 stycznia 1923 w wygranym 3:2 spotkaniu z Gwatemali. W 1930 został powołany przez trenera Juana Luque de Serrallongę na Mistrzostwa Świata. Zagrał tam w trzech spotkaniach, z Argentyną, Francją i Chile. Mecz z Argentyną był jego ostatnim w drużynie narodowej, dla której w latach 1923–1930 wystąpił w 9 spotkaniach. 
| Mecze i gole w reprezentacji | Mecze i gole w reprezentacji | Mecze i gole w reprezentacji | Mecze i gole w reprezentacji | Mecze i gole w reprezentacji | Mecze i gole w reprezentacji | Mecze i gole w reprezentacji |
| #                            | Data                         | Miasto                       | Przeciwnik                   | Gol                          | Wynik                        | Rozgrywki                    |
| ---------------------------- | ---------------------------- | ---------------------------- | ---------------------------- | ---------------------------- | ---------------------------- | ---------------------------- |
| 1.                           | 01.01.1923                   | Gwatemala                    | Gwatemala                    |                              | 3:2                          | towarzyski                   |
| 2.                           | 04.01.1923                   | Gwatemala                    | Gwatemala                    |                              | 1:3                          | towarzyski                   |
| 3.                           | 07.01.1923                   | Gwatemala                    | Gwatemala                    |                              | 4:1                          | towarzyski                   |
| 4.                           | 09.12.1923                   | Meksyk                       | Gwatemala                    |                              | 2:1                          | towarzyski                   |
| 5.                           | 12.12.1923                   | Meksyk                       | Gwatemala                    |                              | 2:0                          | towarzyski                   |
| 6.                           | 16.12.1923                   | Meksyk                       | Gwatemala                    |                              | 3:3                          | towarzyski                   |
| 7.                           | 13.07.1930                   | Montevideo                   | Francja                      |                              | 1:4                          | MŚ 1930                      |
| 8.                           | 16.07.1930                   | Montevideo                   | Chile                        |                              | 0:3                          | MŚ 1930                      |
| 9.                           | 19.07.1930                   | Montevideo                   | Argentyna                    |                              | 3:6                          | MŚ 1930                      |

## Kariera trenerska
W czasie od 1917 do 1947 z przerwami trenował zespół Club América. W 1934 został trenerem reprezentacji Meksyku. Ponownie wracał na to stanowisko w 1938 i 1949.

## Sukcesy
Club América
- Mistrzostwo Liga MX (4): 1924/25, 1925/26, 1926/27, 1927/28